# Pierre III Brûlart
Pierre III Brûlart mort à Paris le 31 décembre 1584 est un noble et un homme politique français.

## Biographie
Pierre III Brûlart est le fils aîné de Pierre II Brûlart, seigneur de Berny, conseiller du roi au Parlement de Paris, président aux Requêtes, et de son épouse Ambroise Reynault (Regnault) de Montmort (morte le 19 octobre 1551, dame de Berny, fille de Pierre seigneur de Montmort, conseiller au Parlement, et de Guillemette Allegrain. Il a trois frères : Jean conseiller au Parlement, président aux enquêtes de la cour, marié à Marie de Hacqueville, puis à Marie Le Picart ; Nicolas et Jacques tous deux religieux à l'abbaye de Saint-Denis, et quatre sœurs : Marie religieuse à l'abbaye de Montmartre Jehanne (alias Marie) épouse de Charles Le Prévost, seigneur de Grandville, Intendant général des Finances de France, Jeanne religieuse aux Filles-Dieu à Paris, et Anne religieuse à l'abbaye Notre-Dame d'Yerres.
Pierre III, est conseiller au Parlement de Paris, membre du Conseil d'État au Conseil privé en 1574. Il va fonder la branche des Brûlart de Sillery par son mariage, son épouse étant dame de Sillery. Il épouse par contrat le 30 novembre 1543 Marie Cauchon, dame de Puisieux et de Sillery, fille de Jean seigneur de Puisieulx, Montaillan et Espineul, et de Marie Le Picart qui auront ensemble six fils et quatre filles :
- Nicolas Brûlart de Sillery, mort à Sillery, marquis de Sillery, seigneur et vicomte de de Puisieux (Champagne), de Ludes, Marines (près de Pontoise), baron de Boursault, seigneur d'Attilly, Bréauçon, Versenay et Berny, garde des Sceaux, ambassadeur, chancelier de Navarre, puis chancelier de France ;
- Marie Brûlart de Sillery, épouse Louis Durand, seigneur de Rousseaulx ou (Ronceaux), et Villegagnon, conseiller du roi au grand conseil, président au présidial de Provins, maître des requêtes ordinaire de l'hôtel du roi, conseiller d’État, postérité ;
- Anne Brûlart de Sillery, épouse Laurent Cauchon (alias Pierre), seigneur de Trélon, maître des requêtes, puis conseiller d’État, postérité ;
- Madeleine Brûlart de Sillery (morte à Paris le 27 avril 1635), épouse par contrat le 24 juin 1587 Guichard Faure (vers 1541-1623), baron de Thiry, seigneur de Dormant, Berlize ou (Bellize), et Champs-sur-Marne, maître ordinaire de l'hôtel du roi, notaire et secrétaire du roi, commis au rachat des rentes constituées sur les greniers à sel, ambassadeur ;
- Mathieu Brûlart de Sillery (mort après le 16 janvier 1615), seigneur de Berny et de Vaux, conseiller d’État, maître des eaux et forêts de France, ambassadeur en Flandres et Savoie, épouse en premières noces Marie de Boudeville, dame de Vaux (fille de Pierre de Boudeville et de Marie Le Vasseur, dame de Vaux) et en secondes noces Madeleine de Cerisiers ;
- François Brûlart de Sillery (mort en 1630), abbé de l'abbaye de la Valroy[3] et de l'abbaye de Chartreuve, chanoine et archidiacre de Reims, conseiller et aumônier du roi Henri IV. Élu archevêque de Reims, il refuse cette élection. Il est le fondateur du collège des Jésuites de Reims en 1620. Un monument commémoratif fut élevé en 1630 en son honneur ;
- Catherine Brûlart de Sillery, abbesse de l'abbaye royale de Longchamp de 1608 à 1629 ;
- Jean Brûlart de Sillery, prédicateur capucin accompagnant dans ses campagnes Mgr Philippe-Emmanuel de Lorraine (1558-1602) duc de Mercœur. Il était abbé d'une abbaye en Hongrie ;
- Hierosme (Jérôme) Brûlart de Sillery (il est cité comme étant mineur le 6 mai 1587), chevalier, conseiller d’État, maître d'hôtel ordinaire de la reine ;
- Noël Brûlart de Sillery, dit le commandeur de Sillery, chevalier de Malte[4], premier écuyer et chevalier d'honneur de la reine Marie de Médicis, commandeur ambassadeur de Malte, ambassadeur extraordinaire en Espagne et à Rome, ordonné prêtre, fondateur de l'église des Filles de Sainte-Marie rue Saint-Antoine à Paris.